# Hephaestus Fossae
Hephaestus Fossae és una estructura geològica del tipus fossa a la superfície de Mart, situada amb el sistema de coordenades planetocèntriques a 24.26 ° de latitud N i 127.1 ° de longitud E. Fa 633.32 km de diàmetre. El nom va ser fet oficial per la UAI l'any 1973 i pren el nom d'una característica d'albedo.